# Viharkalap

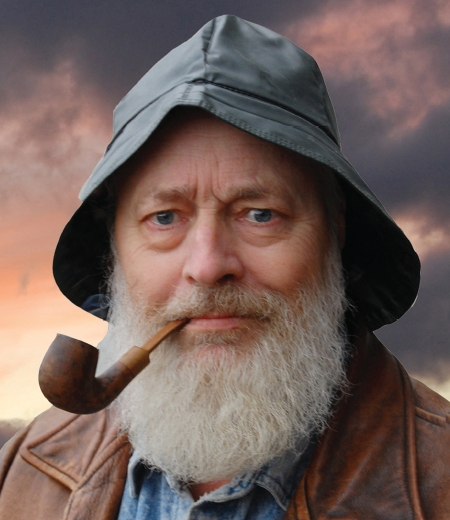
Egy ember viharkalapban

A viharkalap egy hagyományos formájú, összecsukható vízhatlan esőkalap, amelynek a hátsó karimája hosszabb, mint az első, hogy teljesen megvédje a nyakat. Néha egy elülső vízlevezető karimával látják el. Az idegen, eredeti neve, Sou'wester (délnyugati), az Egyesült Királyság partjain és Skandináviában uralkodó szélirányra vezethető vissza. A ruhadarabot eredetileg az észak-atlanti halászok használták. A délnyugati szél meleg, nedves levegőt hoz, amely legtöbbször esővel jár. A halászhálót mindig a hajó szélcsendes oldalán húzzák fel, úgyhogy a halász háttal áll a szélnek, és a viharkalap nélkül az eső a lehajolt halásznak vízhatlan kabátja fölött a nyakába folyna. A viharkalapnak elől feltűrhető karimája van amivel egy vízelvezető képezhető, hogy a víz ne csorogjon az arcra. A kalap hátsó karimája lenyúlik a hátra, így védve a nyakat. Mivel a kalap könnyen leeshet a rendszerint az áll alatt megköthető zsinórral van ellátva.
Régebben vízhatlan, lenolajjal impregnált anyagból készítették, de ma már műanyag a leggyakoribb.
A viharkalapok nagyon népszerűek voltak kisgyerekek ruházatában az 1950-es években.

## Fordítás
- Ez a szócikk részben vagy egészben  a   Sou'wester című angol Wikipédia-szócikk fordításán alapul.  Az eredeti cikk szerkesztőit annak laptörténete sorolja fel. Ez a jelzés csupán a megfogalmazás eredetét és a szerzői jogokat jelzi, nem szolgál a cikkben szereplő információk forrásmegjelöléseként.
- Ez a szócikk részben vagy egészben  a   Sydväst című svéd Wikipédia-szócikk fordításán alapul.  Az eredeti cikk szerkesztőit annak laptörténete sorolja fel. Ez a jelzés csupán a megfogalmazás eredetét és a szerzői jogokat jelzi, nem szolgál a cikkben szereplő információk forrásmegjelöléseként.